# Martina Dlabajová
Martina Dlabajová, née le 26 juillet 1976 à Zlín, est une femme politique et femme d'affaires tchèque. Membre du parti ANO 2011, elle est députée européenne depuis 2014.

## Biographie

### Parcours professionnel
Après une enfance à Zlín, Martina Dlabajová étudie les sciences politiques à l'université de Padoue, où elle obtient un doctorat sur le droit européen.
En 2008, elle devient coordinatrice de la représentation de la région de Zlín à Bruxelles, avant d'être élue, fin 2012, présidente de la chambre de commerce régionale de la région de Zlín,. Elle a également été entrepreneuse, fondant et gérant plusieurs entreprises en République tchèque, en Slovaquie et en Italie. 

### Parcours politique
Lors des élections européennes de 2014, elle est candidate société civile en quatrième position sur la liste du parti ANO 2011, menée par l'ancien commissaire européen Pavel Telička. Élue, elle rejoint le groupe de l'Alliance des démocrates et des libéraux pour l'Europe et siège au sein des commissions du contrôle budgétaire (CONT), dont elle est élue vice-présidente, de l'emploi et des affaires sociales (EMPL), ainsi qu'à la commission du transport et du tourisme (TRAN) en tant que suppléante.
Elle est réélue en 2019, siégant dans le groupe Renew Europe (successeur de l'ADLE). 